# 上田市立武石小学校
上田市立武石小学校（うえだしりつ たけししょうがっこう）は、長野県上田市にある公立小学校。
旧・小県郡武石村全域を学区としているが1886年～1968年までは西部地方に分校を設けていた。

## 概要・歴史
上田市立武石小学校は旧・小県郡武石村一帯を学区としているが現在のように1村→1地区1校となったのは1968年の事。それ以前は西部が美ヶ原に代表される山間地であるという事情から分校が設けられていた。また、旧・小県郡武石村一帯は1889年以前は武石郷8ヶ村と称されていたため1874年の開校から1905年まで分裂・統合を繰り返していた。
1874年、学制発布から2年後武石郷8ヶ村のうち下武石・小沢根2村を除く6村を学区とする「麗正学校」が開校しまもなく残りの2村を学区とする「化風学校」が開校するが翌年「麗正学校」に吸収合併される。1882年上下本入2村が独立し「本入学校」が開校。翌年には沖・鳥屋2村が独立し「沖鳥屋学校」が開校。上下武石・小沢根・余里4村のみとなった「麗正学校」は「武石学校」と改称する。1886年に「武石学校」は「沖鳥屋学校」・「本入学校」を吸収合併。旧本入を支校とし旧沖鳥屋を統合。築地原・余里に分教場を設置した。1889年に武石郷8ヶ村は合併し小県郡武石村が発足。村立尋常小学校武石学校と改称したが1892年に築地原分教場が小県郡武石村立築地原尋常小学校として独立。村立尋常小学校武石学校は村立武石尋常小学校と改称し本入→権現・余里の2分教場が設置されて小県郡武石村の小学校は2本校2分教場制となった。さらに1895年には1890年に小県郡立高等小学校の沖分教場として開校した小県郡武石村・大門村・長窪古町・長久保新町2町2村組合立武石長窪高等小学校が独立したため3本校2分教場制と当時の原則である1自治体1尋常高等小学校制が当てはまらない状態となっていた。
そのため1905年に武石尋常小学校は築地原尋常小学校を統合。さらにこの年解体した武石長窪高等小学校から高等科を分値し統合。村立武石尋常高等小学校としてようやく統一した。統合された旧築地原尋常小学校は分教場に戻り1本校3分教場制となった。
1932年権現分教場は廃止され1本校2分教場制に、1941年に国民学校令により村立武石国民学校と改称。築地原・余里2分教場は分校と改称し1本校2分校制となり終戦。1947年に学制改革により村立武石小学校と改称。同時に併設で武石中学校が開校するが1948年に独自の校舎を建築したため分離し小学校単独に戻った。（※　村立武石中学校は小県郡長窪古町・大門村組合立依田窪南部中学校・町立長久保新町中学校と統合し1956年2町2村組合立依田窪南部中学校として開校した。）村の人口数の減少と中心集落である東部地区への流入から分校部の児童数が激減し1959年に余里分校が廃止。1968年には独立校としての歴史も持っていた築地原分校が廃止されて本校のみとなった。そして2006年上田市・小県郡真田町・丸子町と対等合併し新・上田市として発足。上田市立武石小学校として新たなるスタートを切った。

## 略年表
- 1874年 - 武石郷8村のうち小県郡沖・鳥屋・余里・上武石・上下両本入の6村を学区とする「麗正学校」が、同郡下武石・小沢根2村を学区とする「化風学校」開校。
- 1875年 - 「麗正学校」、「化風学校」を合併。
- 1882年 - 「麗正学校」から小県郡上下両本入村が独立し「本入学校」開校。
- 1883年 - 「麗正学校」から小県郡沖・鳥屋2村が独立し「沖鳥屋学校」開校。「麗正学校」は「武石学校」と改称。
- 1886年 - 「武石学校」、「沖鳥屋学校」・「本入学校」を合併。本入に支校、築地原・余里に分教場を設置。
- 1889年 - 武石郷8ヶ村の合併により小県郡武石村発足。村立尋常小学校武石学校と改称。
- 1890年 - 旧「沖鳥屋学校」校舎に小県郡立高等小学校の分教場が置かれる。
- 1892年 - 築地原分教場が小県郡武石村立築地原尋常小学校として独立。武石学校本校、本入・余里2分教場は村立武石尋常小学校本校、権現・余里2分教場と改称。
- 1895年 - 小県郡立高等小学校武石分教場が廃止され小県郡武石村・大門村・長久保新町・長窪古町組合立の武石長窪高等小学校の本校となる。
- 1905年 - 小県郡武石村・大門村・長久保新町・長窪古町の組合立武石長窪小学校が解体される。高等科武石村分と武石尋常小学校・築地原尋常小学校が統合し村立武石尋常高等小学校に統一。旧築地原尋常高等小学校は分教場に戻る。
- 1932年 - 権現分教場廃止。同分教場の児童は築地原分教場へ通学する事に。
- 1941年 - 国民学校令発布により村立武石国民学校と改称。築地原・余里の2分教場は分校と改称。
- 1947年 - 学制改革の第1弾6・3制の実施により村立武石小学校と改称。同時に併設で武石中学校が開校する。
- 1948年 - 併設していた武石中学校が独立校舎を建築し移転したため小学校単独に戻るがこの年学制改革の第2弾6・3・3・4制の実施により長野県丸子農商・農工両学校を統合して高等学校として発足した長野県丸子実業高等学校の武石定時制分校が本校に併設されたため完全単独化に至らず。

（※　武石中学校は1956年に長久保新町立長久保小学校に併設されていた長久保中学校と共に当時は長窪古町・大門村組合立だった依田窪南部中学校に統合された。現：上田市長和町中学校組合立依田窪南部中学校）
- 1959年 - 村立武石小学校余里分校廃止。本校に統合。
- 1960年 - 丸子実業高校武石定時制分校が本校に統合されて廃校。小学校単独に戻る。
- 1968年 - 村立武石小学校築地原分校廃止され本校に統合。村内の小学校から分校が消滅。
- 2006年 - 小県郡武石村、丸子町・真田町と共に上田市と対等合併し新・上田市発足。上田市立武石小学校と改称。

## 学校所在地
- 〒386-0508　長野県上田市上武石20番地

## 補足事項
小県郡武石村時代から東京都練馬区の小学校児童と共同で学校田で水稲を行う交流実習を行っていることで有名。また、学校の宝物庫には地名の由来となった「武石」（ぶせき）が保存されている。これは保科百助が採取したものと伝えられている。